# کارن کارپنتر
کارن کارپنتر (انگلیسی: Karen Carpenter؛ ۲ مارس ۱۹۵۰ – ۴ فوریهٔ ۱۹۸۳) یک موسیقی‌دان اهل ایالات متحده آمریکا بود.